# Jamie Hepburn

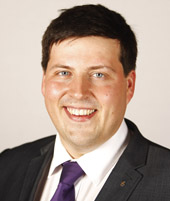
Jamie Hepburn

Jamie Hepburn (* 21. Mai 1979 in Glasgow) ist ein schottischer Politiker und Mitglied der Scottish National Party (SNP).

## Leben
Hepburn besuchte die Hyndland Secondary School in Glasgow und die Universität Glasgow. Zwischen 2002 und 2007 war Hepburn Assistent des Abgeordneten Alex Neil und trat 2005 zu den Ratswahlen für den Glasgower Distrikt Firhill an, konnte sich jedoch nicht durchsetzen.

## Politischer Werdegang
Erstmals trat Hepburn bei den Unterhauswahlen 2005 zu nationalen Wahlen an. Er vertrat den Wahlkreis Cumbernauld, Kilsyth and Kirkintilloch East, den er jedoch nicht gegen die Labour-Kandidatin Rosemary McKenna für sich entscheiden konnte. Zu den Schottischen Parlamentswahlen 2007 kandidierte Hepburn für den Wahlkreis Cumbernauld and Kilsyth, konnte sich aber nicht gegen die Labour-Kandidatin Cathie Craigie durchsetzen. Er war jedoch auf den vierten Rang der Regionalwahlliste der SNP für die Wahlregion Central Scotland gesetzt und zog auf Grund des Wahlergebnisses in das Parlament ein. Bei den Parlamentswahlen 2011 kandidierte Hepburn abermals für Cumbernauld and Kilsyth und errang diesmal das Direktmandat mir deutlichem Vorsprung vor Craigie.